# Alexander Mitchell Palmer
Pour les articles homonymes, voir Palmer.
Alexander Mitchell Palmer, né le 4 mai 1872 à White Haven (Pennsylvanie) et mort le 11 mai 1936 à Washington (district de Columbia), est un homme politique américain.

## Biographie
Palmer nait dans une famille quaker de la petite ville de Moosehead en Pennsylvanie. Il est diplômé du Swarthmore College en 1891. Travaillant comme sténographe dans les tribunaux du 43e district judiciaire de Pennsylvanie, il étudie le droit au Lafayette College (Easton) et à l'université George Washington, et auprès de l'avocat John Brutzman Storm (en).
Admis au barreau en 1893, il s’installe à Stroudsburg, en association avec John Brutzman Storm.
Outre ses activités d'avocat, Palmer siège au directoire de la Scranton Trust Company, la Stroudsburg National Bank, de l'International Boiler Company, de la Citizens' Gas Company, et de la Stroudsburg Water Company.
Membre du Parti démocrate, Alexander Mitchell Palmer est représentant de la Pennsylvanie entre 1909 et 1915 puis procureur général des États-Unis entre 1919 et 1921 dans l'administration du président Woodrow Wilson. Il dirige également les Palmer Raids entre 1919 et 1921 dirigés contre les grévistes et les militants communistes, période de « peur des rouges » connue sous le nom de la First Red Scare (en) (première peur des rouges),,,.
Le 2 juin 1919, dans sept villes du Nord-Est des États-Unis, huit bombes de forte puissance ont explosé quasi simultanément (une église catholique de Philadelphie étant la cible de deux bombes). L'un des objectifs était la maison du procureur général Palmer, à Washington. L'explosion tue le poseur de bombe, qui sera la seule victime, et des témoignages confirment qu'il s'agit d'une organisation radicale d'origine italienne dont l'antenne américaine se trouverait à Philadelphie, mais l'affaire n'a jamais été résolue

## Au cinéma
- 2012 : J. Edgar de Clint Eastwood, joué par Geoff Pierson

## Crédit d'auteurs
- (en) Cet article est partiellement ou en totalité issu de l’article de Wikipédia en anglais intitulé « Alexander Mitchell Palmer » (voir la liste des auteurs).